# Tina Eilers
Tina Eilers, eigentlich Auguste Fotescu, auch Augustina von Cleve, (* 5. Juni 1910 in Brünn, Österreich-Ungarn; † 18. November 1983) war eine deutsche Schauspielerin und Synchronsprecherin.

## Leben
Tina Eilers gab ihr Debüt als Filmschauspielerin 1933 unter der Regie von Victor Janson in der UFA-Produktion Die Stimme der Liebe. Im darauf folgenden Jahr spielte sie unter der Regie von Robert Wiene die weibliche Hauptrolle in der Komödie Eine Nacht in Venedig. Dennoch blieben ihre Filmauftritte rar. Sie spielte u. a. in den Musicals Eine Nacht in Venedig (mit Wolfgang Liebeneiner) und Boccaccio (mit Willy Fritsch), neben Gustav Fröhlich im Krimi Was wird hier gespielt? und neben Theo Lingen in der Komödie Die Katz’ im Sack. Sie stand 1944 in der Gottbegnadeten-Liste. Nach dem Zweiten Weltkrieg zog sie sich fast vollständig vom Filmgeschäft zurück. Ihre letzte Produktion war die Theodor-Fontane-Verfilmung Mein Herz gehört Dir nach dem Roman Mathilde Möhring. 
Stattdessen arbeitete Tina Eilers umfangreich als Synchronsprecherin. In einer der ersten Nachkriegssynchronisationen der Internationalen Filmunion (später Filmunion Remagen) lieh sie Arletty in der deutschen Erstsynchronisation von Kinder des Olymp ihre Stimme. Außerdem synchronisierte sie Peggy Ashcroft (Die Frau aus dem Nichts), Maria Casarès (Die Kartause von Parma), Doris Day (Mein Traum bist du, Zaubernächte in Rio), Blandine Ebinger (Der Teufel kam aus Akasava), Ava Gardner (Venus macht Seitensprünge), Greer Garson (Die unvollkommene Dame), Helen Hayes (Unternehmen Entebbe), Lilja Kedrowa (Der zerrissene Vorhang), Angela Lansbury (Samson und Delilah, Henrys Liebesleben) sowie deren Mutter Moyna MacGill (My Fair Lady), Virginia Mayo (Vogelfrei), Mae West (Myra Breckinridge – Mann oder Frau?), Shelley Winters (Ein Fall für Harper) und Angela Baddeley in der Vorabendserie Das Haus am Eaton Place.

## Filmografie (Auswahl)
- 1933: Die Stimme der Liebe
- 1933: Man nehme
- 1933: Ein Kind ist vom Himmel gefallen
- 1934: Die Katz’ im Sack
- 1934: Eine Nacht in Venedig
- 1936: Donaumelodien
- 1936: Boccaccio
- 1939: Weißer Flieder
- 1939: Ich verweigere die Aussage
- 1939: Alarm auf Station III
- 1940: Was wird hier gespielt?
- 1944/50: Mein Herz gehört Dir